# Римская школа (музыка)
Римская школа (итал. Scuola romana) — современное название группы композиторов эпохи Возрождения и раннего барокко, работавших в Риме в папской Сикстинской капелле во второй половине XVI и первой половине XVII веков. Наиболее знаменитые представители Римской школы — Дж. П. да Палестрина, Т. Л. де Виктория и Г. Аллегри; в число представителей Римской школы также включают Дж. Кариссими, Ф. Анерио, Дж. М. Нанино, М. А. Индженьери, Дж. Яннаккони, Ф. Сориано и др.
Центральная область творчества композиторов Римской школы — многоголосная вокальная (без сопровождения инструментов) церковная музыка, которая рассматривается историками как развивающая стилистику франко-фламандской композиторской школы. Музыка композиторов Римской школы сочинялась, прежде всего, на традиционные (латинские) тексты мессы (ординарий и проприй) и оффиция (антифоны, гимны, респонсории и др.) — библейские (из Вульгаты), а также молитвословные или стихотворные парафразы Св. Писания. Основные музыкальные жанры Римской школы — месса и мотет.
По сравнению с Венецианской школой, в которой были представлены различные «прогрессивные» музыкальные жанры и техники композиции, музыка Римской школы считается «консервативной», ориентирующейся на этико-эстетический канон, заданный решениями Тридентского собора. Стиля, известного как prima pratica (также stile antico), композиторы Римской школы продолжали держаться даже в начале эпохи барокко, несмотря на всеобщее распространение техники и стиля (seconda pratica) Нового времени.